# Isabella di Gerusalemme
Isabella d'Angiò, nota come Isabella I di Gerusalemme (Nablus, 1172 – Acri, 5 aprile 1205), figlia del re Amalrico I e della regina Maria Comnena e sorellastra del re Baldovino IV e della regina Sibilla, dopo la morte di quest'ultima fu regina di Gerusalemme dal 1190 fino alla sua morte.

## Biografia

### Infanzia

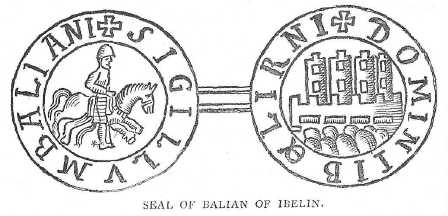
Disegno del sigillo di Baliano di Ibelin.

In base alle cronache coeve, Isabella nacque nel 1172.
Nel 1177 sua madre, la regina Maria, vedova di Amalrico, sposò Baliano di Ibelin e stabilì la propria corte a Nablus, feudo ottenuto anni prima dal marito. Qui trascorse gli anni dell'infanzia Isabella, descritta dal cronista musulmano ʿImād al-Dīn al-Iṣfahānī come una piacevole ragazza dalla carnagione chiara e dai capelli neri. Secondo il poeta normanno Ambroise, ella era “estremamente dolce e amabile”.

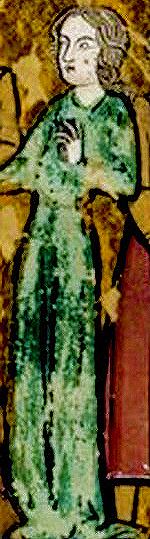
Miniatura del XIII secolo raffigurante la regina Sibilla di Gerusalemme.

Il trono di Gerusalemme era all'epoca occupato dal fratellastro Baldovino IV, figlio di Agnese di Courtenay, prima moglie di Amalrico. Il matrimonio fra i due era stato annullato nel 1162 a causa di un labile vincolo di consanguineità che aveva provocato la dura opposizione della Chiesa e di parte dell'aristocrazia. Accettato l'annullamento, Amalrico aveva però preteso e ottenuto che i figli nati da quel matrimonio - la principessa Sibilla e il principe Baldovino – fossero riconosciuti come suoi legittimi eredi.
Nel 1174 Baldovino era stato acclamato re all'unanimità, ma il fatto che fosse malato di lebbra e privo di discendenza diretta poneva subito il problema della sua successione. Aspiranti al trono erano la sorella Sibilla - erede di diritto fintantoché la sua legittimazione non fosse stata messa in discussione - e la sorellastra Isabella, le cui pretese al titolo regale erano fortemente sostenute dalla madre e dalla famiglia Ibelin. Da parte sua, il giovane re dimostrava chiaramente di considerare sua erede diretta la sorella Sibilla, intorno alla quale aveva già avviato una accorta politica matrimoniale che guardava all'estero.

### Primo matrimonio

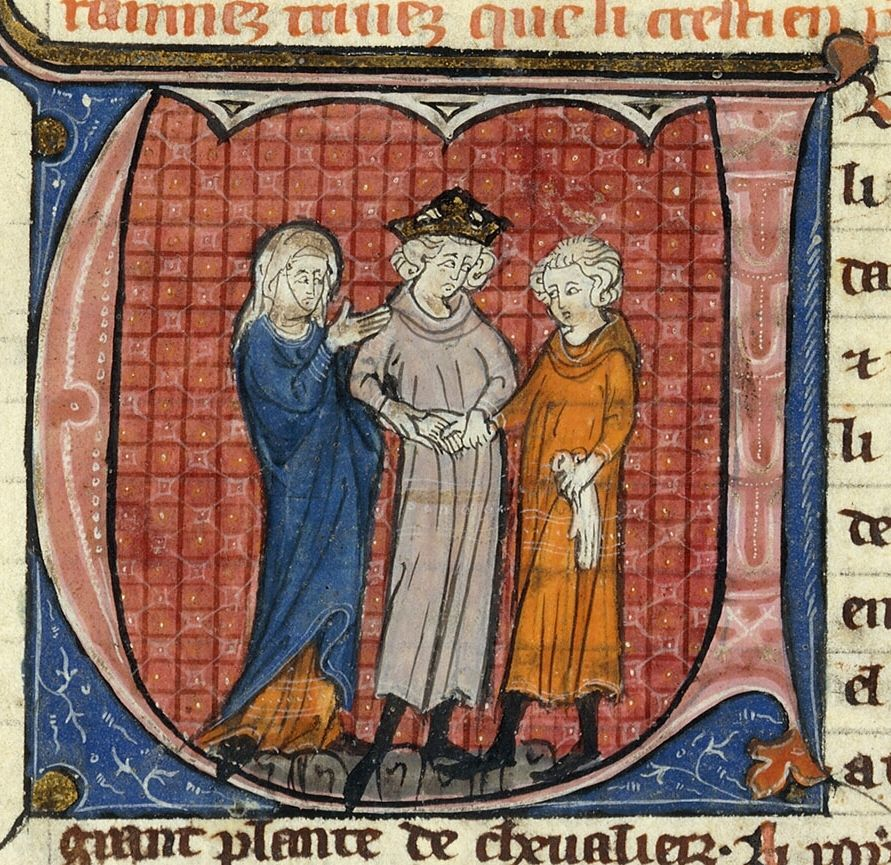
Matrimonio di Isabella di Gerusalemme con Umfredo IV di Toron.

Secondo Guglielmo di Tiro, nel 1180, all'età di appena otto anni, Isabella fu promessa in sposa per volere del re a Umfredo IV di Toron, in pagamento di un debito d'onore contratto nei confronti del nonno di quest'ultimo. Umfredo II, infatti, era stato ferito mortalmente a Baniyas proprio per salvare la vita al sovrano. La manovra serviva anche ad allontanare Isabella dall'orbita politica degli Ibelin. Le nozze furono celebrate nel 1183, quando lo sposo aveva circa sedici o diciassette anni e la sposa appena undici. A quanto pare, l'obiettivo politico di questa unione fu raggiunto: la madre di Umfredo, Stefania di Milly, e il suo patrigno Rinaldo di Châtillon riuscirono a restringere sempre più i contatti di Isabella con la madre Maria e il patrigno Baliano.
Nel corso del banchetto nuziale per le nozze tra Umfredo e Isabella, la fortezza di Kerak fu assediata dalle truppe di Saladino. Stefania di Milly inviò al sovrano musulmano un messaggio nel quale lo informava delle nozze appena celebrate e gli ricordava la loro storia comune. Scrive Ernoul:
(Ernoul, Itinerarium Peregrinorum et Gesta Regis Ricardi)
Probabilmente si tratta di un episodio di fantasia. Nessuna fonte islamica parla infatti di un periodo di schiavitù vissuto da Saladino presso il castello di Kerak, senza dimenticare che Saladino, da osservante musulmano, non consumava vino.

### Breve regno di Baldovino V e controversie per la successione

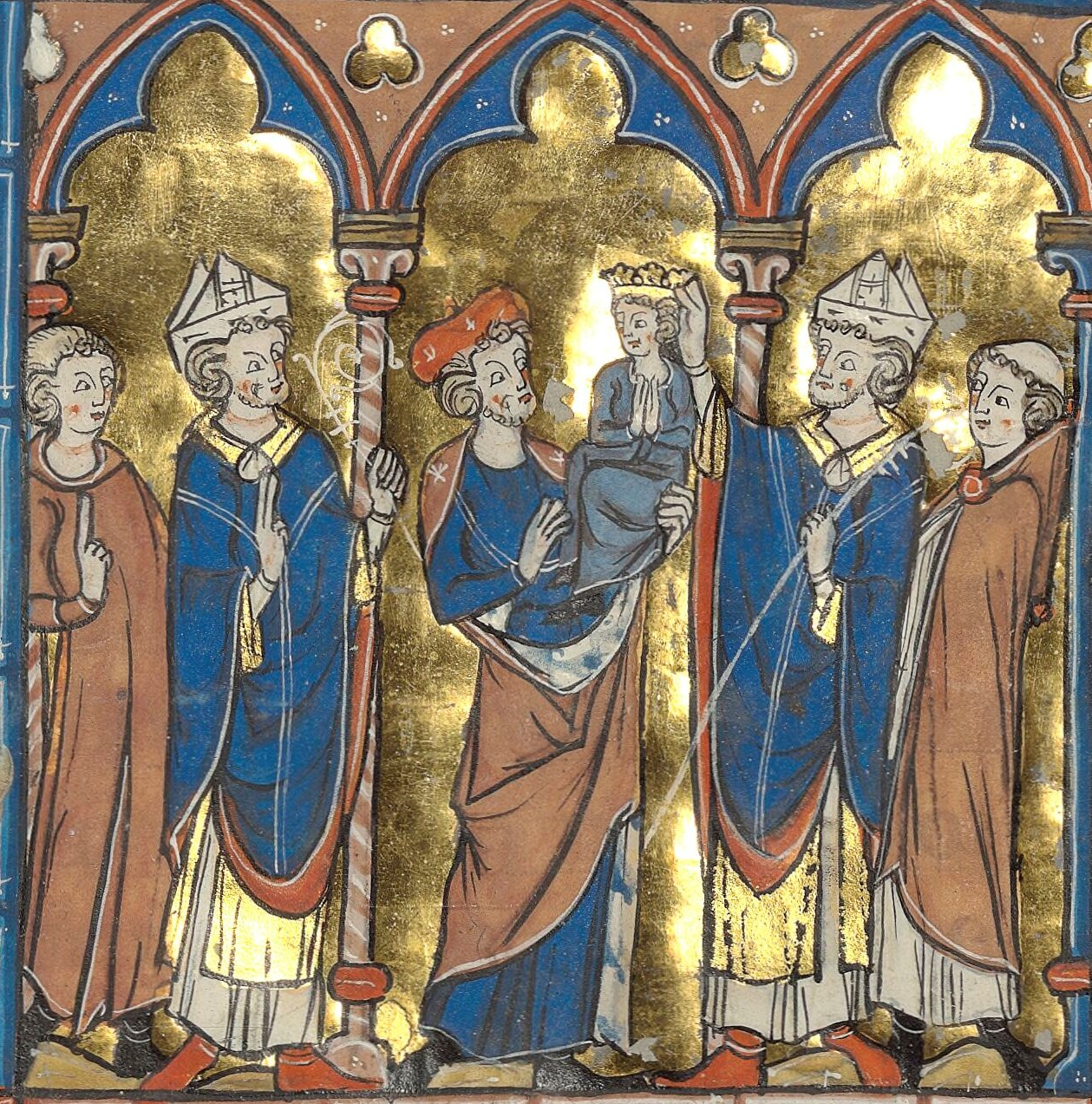
Baliano di Ibelin solleva Baldovino V al momento dell'incorazione.

Nel frattempo, i progetti di Baldovino IV circa la propria successione andavano modificandosi. Il re era sempre più esasperato dall'atteggiamento inconcludente del cognato Guido di Lusignano, che egli stesso aveva dato in sposo alla sorella Sibilla. Proprio durante l'assedio di Kerak, Guido si era rifiutato di attaccare il Saladino e solo l'intervento diretto del sovrano, che versava in condizioni di salute sempre più precarie, aveva permesso di liberare la fortezza.
Deciso a impedire a Guido di mettere le mani sulla corona dopo la sua morte, il re privò Sibilla del diritto al trono in favore del figlio di lei, Baldovino, avuto dal primo marito Guglielmo Lungaspada. Il 20 novembre 1183 il piccolo, di appena cinque anni, fu nominato co-reggente col nome di Baldovino V. Secondo il testamento del re, ratificato dall'Alta Corte, qualora Baldovino V fosse morto durante la minorità, il problema della successione sarebbe stato affrontato dall'imperatore e dai sovrani d'Inghilterra e Francia – tutti imparentati col re-bambino – in accordo col papa. Durante l'interregno, la reggenza sarebbe toccata ad uno degli “eredi di maggior diritto”. Questo significava che tanto Sibilla quanto Isabella erano ugualmente titolate a succedergli.

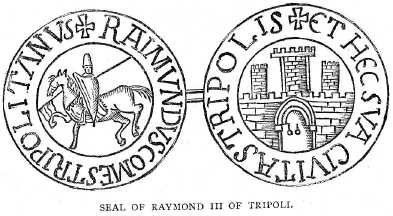
Disegno del sigillo di Raimondo III di Tripoli, alcuni dettagli sono sbagliati: la testa è in effetti di profilo in un elmo con nasale.

Baldovino IV morì nella primavera del 1185, poco dopo aver ordinato una cerimonia pubblica per la formale incoronazione di Baldovino V. Durante il rituale, svoltosi presso la Chiesa del Santo Sepolcro, il re-bambino fu portato solennemente in trionfo da Baliano di Ibelin, a significare il riconoscimento pieno del nuovo sovrano da parte della famiglia di Isabella. Raimondo III di Tripoli fu nominato nuovamente reggente, dopo essersi già occupato dello Stato nei primi anni di regno di Baldovino IV. Ma il giovanissimo re era anch'egli di salute cagionevole e morì dopo appena un anno, nell'estate del 1186. La rivalità fra Sibilla e Isabella e i loro sostenitori, rimasta latente per molti anni, esplose irrimediabilmente.

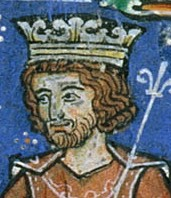
Il re Amalrico I di Gerusalemme in una miniatura del XIII secolo.

Il partito di Isabella rimise in gioco la tesi dell'illegittimità di Sibilla: poiché il matrimonio dei suoi genitori era stato annullato, sostennero, la principessa non poteva avanzare diritti alla successione. Che ella fosse stata poi legittimata per volere dello stesso re Amalrico non fu tenuto in alcuna considerazione. Al contrario, fu ritenuto un atto illegale a danno dell'erede legittima Isabella, nata dall'unico matrimonio riconosciuto di Amalrico, quello con Maria Comnena. Gran parte dei notabili del Regno non accolse però questa tesi. Essi ritenevano che Sibilla fosse legittimata alla successione tanto quanto lo era stato suo fratello Baldovino. L'unica perplessità riguardava la figura ingombrante e poco affidabile di Guido di Lusignano, al quale da più parti si voleva impedire di accedere al trono. L'Alta Corte ottenne da Sibilla il solenne impegno ad annullare il proprio matrimonio con Guido e ad accettare per marito un candidato scelto dalla stessa assemblea. In cambio, sarebbe stata pienamente riconosciuta come legittima sovrana. Le disposizioni testamentarie di Baldovino IV venivano dunque ignorate.
Nel 1186 Sibilla fu incoronata regina di Gerusalemme e con grande stupore dei presenti riaffermò la validità del suo matrimonio con Guido incoronandolo a sua volta re di Gerusalemme. Il partito di Isabella, capeggiato dalla madre Maria e dal patrigno Baliano, si era riunito nel frattempo a Nablus, nella convinzione che anche Umfredo di Toron avrebbe appoggiato le pretese al trono della moglie. Invece, appena ne ebbe la possibilità, il giovane nobile si recò alla corte di Guido e Sibilla per rendere omaggio ai nuovi sovrani e giurare loro fedeltà. Le rivendicazioni di Isabella furono quindi temporaneamente accantonate.
Nel 1187 Saladino invase il regno, riconquistando città e castelli. Guido cinse d'assedio San Giovanni d'Acri, ma nell'estate del 1190, mentre ancora l'impresa era in corso, la regina Sibilla e le sue due figlie furono colpite da un'epidemia che si diffuse fra i soldati e morirono a pochi giorni l'una dalle altre. Guido continuò a dichiararsi re e cercò anche formali riconoscimenti. Ma i diritti al trono spettavano a Isabella, che poteva finalmente accedere alla sua eredità. I suoi sostenitori, in primo luogo la madre Maria e il patrigno Baliano di Ibelin, ritenevano che la giovane sovrana, diciottenne, avesse bisogno di accompagnarsi ad un re adatto al ruolo, il che non si poteva dire del suo attuale marito. La storia recente aveva conosciuto già situazioni simili: Amalrico I aveva dovuto annullare il suo matrimonio con la prima moglie per accedere al trono e Baldovino IV aveva fortemente premuto, senza risultati, affinché la sorella Sibilla fosse svincolata dal legame matrimoniale con Guido di Lusignano.

### Matrimonio con Corrado del Monferrato

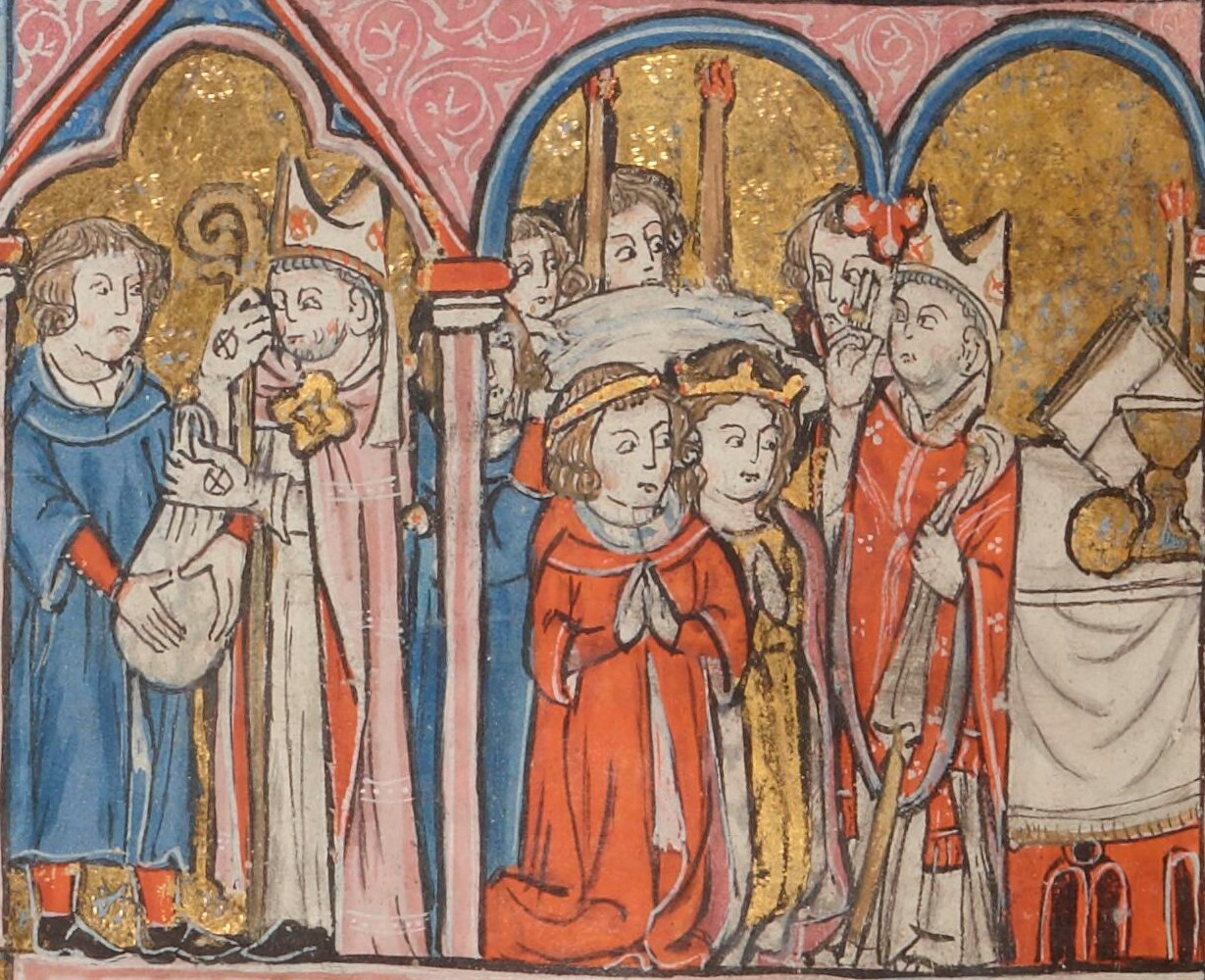
Umfredo IV vende sua moglie Isabella che sposa Corrado del Monferrato.

Isabella era molto legata al marito Unfredo, il quale però non aveva alcuna intenzione di assumersi la responsabilità della corona. Aveva più la tempra del diplomatico che del guerriero e anche l'Itinerarium Peregrinorum tende a vedere nel suo carattere qualcosa di effeminato, pur mostrando simpatia nei suoi riguardi. Nel corso del 1190 Maria e Baliano isolarono Isabella dal marito e la costrinsero ad acconsentire all'annullamento del matrimonio col pretesto che la giovane era ancora minorenne al momento delle nozze, alle quali, dissero, era stata costretta dal fratellastro Baldovino IV. L'obiettivo era quello di maritarla a Corrado del Monferrato, il più prossimo fra i parenti di Baldovino V e uomo dotato di provate capacità politiche e militari.
Dopo molte pressioni politiche e una sfida a duello lanciatagli da Guido III di Senlis ma da lui rifiutata, Unfredo acconsentì all'annullamento ecclesiastico del matrimonio, ratificato da Ubaldo Lanfranchi, arcivescovo di Pisa e legato pontificio, e Filippo di Dreux, vescovo di Beauvais, cugino di secondo grado di Corrado.
Il 24 novembre Corrado e Isabella furono uniti in matrimonio dallo stesso Filippo, nonostante le obiezioni di chi riteneva l'unione canonicamente incestuosa: Sibilla, sorellastra di Isabella, era stata sposata a Guglielmo, fratello di Corrado. Secondo alcuni commentatori moderni, questo fu un momento triste della vita della giovane regina, costretta a sposare un “vecchio guerriero brizzolato” che aveva già due matrimoni alle spalle. In ogni caso, Corrado, all'epoca circa quarantacinquenne, era un uomo intelligente, di buone maniere, attraente e dotato di un temperamento coraggioso e vitale, il che fa pensare che il destino di Isabella non fosse così cupo come alcuni hanno voluto sostenere.
Prima di prendere dimora a Tiro insieme al nuovo marito, Isabella liquidò Umfredo restituendogli il titolo signorile di Toron, Chastel Neuf e dei territori pertinenti, che erano stati incorporati nei domini reali al momento del matrimonio.

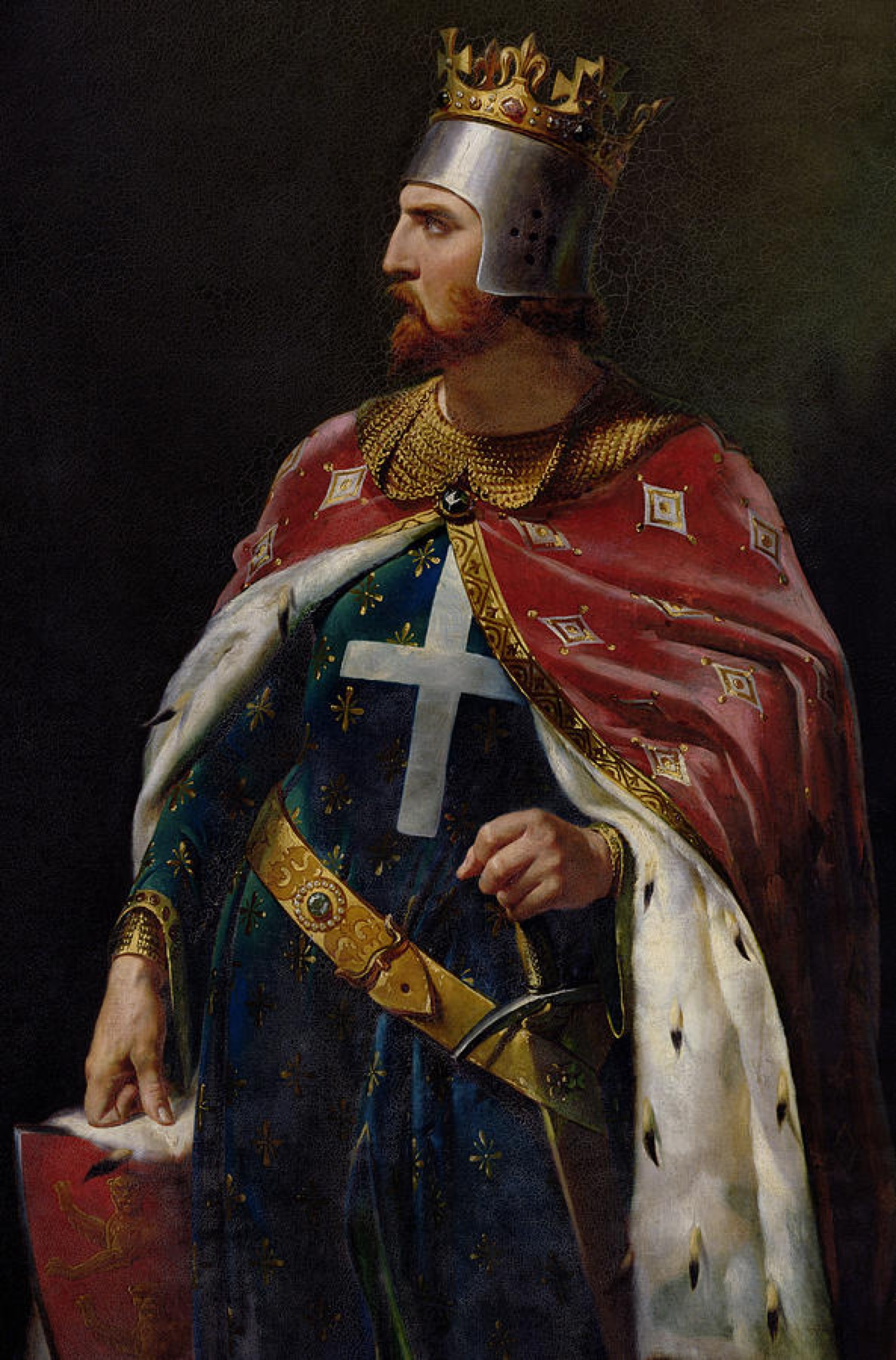
Riccardo I d'Inghilterra, in un ritratto 1841 realizzato da Merry-Joseph Blondel.

In virtù del suo matrimonio con Isabella, Corrado divenne re di Gerusalemme de jure uxoris. Tuttavia, per i primi diciassette mesi ci fu un interregno durante il quale Guido di Lusignano continuò a rivendicare il suo titolo, malgrado la morte di Sibilla lo privasse di tale dignità. Il suo principale sostenitore era il re Riccardo I d'Inghilterra, signore feudale dei Lusignano in Poitou, mentre i diritti di Isabella e Corrado erano difesi da Filippo II di Francia, che era figlio di Luigi VII, cugino di Corrado. Alla fine, dopo la partenza del sovrano francese, la dignità regia di Corrado fu riconosciuta per elezione nell'aprile del 1192. La notizia fu portata ai sovrani, stabilitisi a Tiro, dal conte Enrico II di Champagne, nipote sia del re d'Inghilterra che del re di Francia, il quale fece poi ritorno a San Giovanni d'Acri.

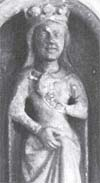
Maria del Monferrato

Ma il regno di Corrado del Monferrato era destinato a brevissima durata. Il 28 aprile, infatti, pochi giorni dopo l'elezione, avvenne un fatto del tutto inaspettato. La regina Isabella, attardatasi insieme alle sue ancelle in un hammam, non si presentò a cena presso il marito, il quale fece chiamare allora il vescovo della città, che declinò l'invito poiché aveva già cenato. Corrado si allontanò dal palazzo attraverso un'uscita secondaria, ma fu braccato in una stradina e accoltellato, probabilmente da alcuni membri della setta degli Hashshashin. Il re appena designato moriva così il giorno stesso a causa delle ferite riportate. Isabella, a quanto già si sapeva, era in attesa della sua prima figlia, Maria del Monferrato, che più tardi sarebbe succeduta alla madre come regina regnante.

### Nozze con Enrico di Champagne

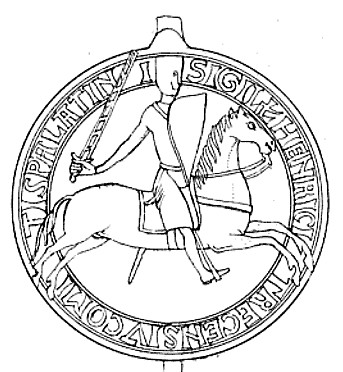
Sigillo di Enrico II di Champagne.

Due giorni dopo Enrico di Champagne fece ritorno a Tiro in veste di emissario dello zio Riccardo d'Inghilterra col compito di fidanzare se stesso alla regina vedova. Secondo alcuni cronisti, gli abitanti di Tiro furono talmente colpiti dalla bellezza e dal fascino giovanile di Enrico da chiedere a gran voce le sue nozze con la loro regina. La stessa Isabella si sarebbe immediatamente innamorata di lui. Probabilmente si tratta di una rivisitazione romantica di quello che era principalmente un matrimonio politico: Riccardo era stato sostenitore di Guido ed era sospettato di avere avuto un ruolo nella morte di Corrado. Un matrimonio fra suo nipote e Isabella avrebbe messo a tacere i sospetti e sarebbe stato di certo molto più vantaggioso di un'eventuale reintegrazione di Umfredo.
Appena otto giorni dopo l'assassinio di Corrado, Enrico e Isabella furono uniti in matrimonio.
ʿImād al-Dīn al-Iṣfahānī, presente alle nozze, scrisse:
Enrico morì ad Acri nel settembre 1197 a causa del cedimento di una ringhiera che lo fece precipitare da una finestra. Dal matrimonio, Isabella ebbe due figlie, Alice (nata nel 1196), e Filippa (nata nel 1197).

### Quarto matrimonio con Amalrico II di Lusignano

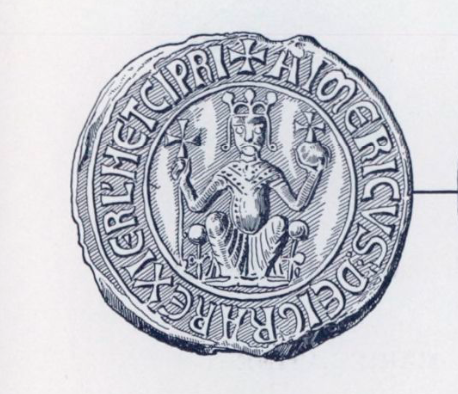
Amalrico II di Lusignano su di una moneta

Dopo la morte del terzo marito, Isabella fu data in moglie per una quarta volta ad Amalrico di Lusignano, fratello di Guido. Dall'unione nacquero due figlie, Sibilla (nata nel 1198) e Melisenda, (nata nel 1200), e un figlio, Amalrico (1201–1205).
Re Amalrico morì nel gennaio 1205 per un'intossicazione alimentare causata da un muggine avariato (o forse avvelenato), poco prima della morte della moglie e poco dopo quella dell'unico loro figlio maschio.

### Morte

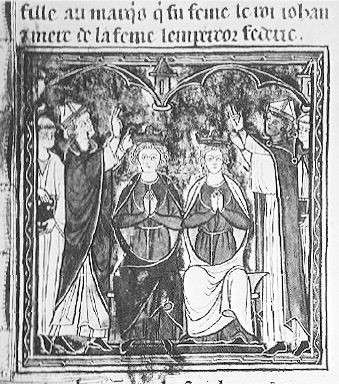
Maria del Monferrato e Giovanni di Brienne, sovrani di Gerusalemme,(dall'Histoire d'Outremer, Biblioteca Medicea Laurenziana, Firenze)

Isabella morì nel 1205. A succederle sul trono fu la figlia maggiore Maria del Monferrato.
La legittimità del divorzio di Isabella e Unfredo fu messa in discussione nel 1213, durante la disputa per la successione alla Contea di Champagne fra le figlie Alice e Filippa e il nipote di Unfredo, Teobaldo. A quanto pare, però, la sua validità fu riaffermata: così come nessuna obiezione era stata mossa alla legittimità della successione di Maria e dei suoi discendenti al trono di Gerusalemme; così, in Champagne, Teobaldo poté estromettere Alice e Filippa dall'eredità.

## Riferimenti nella cultura di massa
- Quello di Isabella è uno dei personaggi principali del libro di Graham Shelby The Knights of Dark Renown (1969) e del seguito The Kings of Vain Intent (1970). L'autore idealizza la realtà storica del suo matrimonio con Unfredo, impregnando di romanticismo i loro rapporti. Per converso, dipinge come una specie di mostro il secondo marito Corrado, reso responsabile di inaudite violenze carnali ai danni della moglie, con la quale intrattiene un rapporto sadico improntato alla sopraffazione. Isabella è coinvolta nel complotto che porterà all'assassinio del marito, vissuto come una vendetta per le violenze subite, e assume un atteggiamento indifferente e prevenuto nei confronti del terzo marito Enrico.

- La figura di Isabella è protagonista anche del romanzo The Widow of Jerusalem (La vedova di Gerusalemme, 2003) di Alan Gordon, il quale descrive con maggiore partecipazione il suo rapporto con Corrado. La regina è presentata come una giovane donna viziata e vanitosa, che avrà modo però di crescere e maturare nel corso del libro. Solo alla fine, infatti, quando sarà ormai troppo tardi, Isabella capirà l'amore di suo marito verso di lei. L'omicidio di Corrado e la successiva morte di Enrico sono indagate dal protagonista maschile del romanzo, il folle Teofilo.

## Ascendenza
|                           |   |                                          | Genitori               |  |  | Nonni |  |  | Bisnonni         |  |  | Trisnonni               |  |
|                           |   |                                          |                        |  |  |       |  |  | Folco IV d'Angiò |  |  | Goffredo II di Gâtinais |  |
|                           |   |                                          |                        |  |  |       |  |  | Folco IV d'Angiò |  |  | Goffredo II di Gâtinais |  |
|                           |   | Ermengarde d'Angiò, duchessa di Borgogna |                        |  |  |       |  |  | Folco IV d'Angiò |  |  |                         |  |
| Folco V d'Angiò           |   |                                          |                        |  |  |       |  |  | Folco IV d'Angiò |  |  |                         |  |
|                           |   | Bertrada di Montfort                     | Simon I di Montfort    |  |  |       |  |  |                  |  |  |                         |  |
|                           |   | Bertrada di Montfort                     | Simon I di Montfort    |  |  |       |  |  |                  |  |  |                         |  |
|                           |   | Bertrada di Montfort                     | Agnese d'Évreux        |  |  |       |  |  |                  |  |  |                         |  |
| Amalrico I di Gerusalemme |   | Bertrada di Montfort                     |                        |  |  |       |  |  |                  |  |  |                         |  |
|                           |   | Baldovino II di Gerusalemme              | Ugo I di Rethel        |  |  |       |  |  |                  |  |  |                         |  |
|                           |   | Baldovino II di Gerusalemme              | Ugo I di Rethel        |  |  |       |  |  |                  |  |  |                         |  |
|                           |   | Baldovino II di Gerusalemme              | Melisende di Montlhéry |  |  |       |  |  |                  |  |  |                         |  |
| Melisenda di Gerusalemme  |   | Baldovino II di Gerusalemme              |                        |  |  |       |  |  |                  |  |  |                         |  |
|                           |   | Morfia di Melitene                       | Gabriele di Melitene   |  |  |       |  |  |                  |  |  |                         |  |
|                           |   | Morfia di Melitene                       | Gabriele di Melitene   |  |  |       |  |  |                  |  |  |                         |  |
|                           |   | Morfia di Melitene                       | …                      |  |  |       |  |  |                  |  |  |                         |  |
| Isabella di Gerusalemme   |   | Morfia di Melitene                       |                        |  |  |       |  |  |                  |  |  |                         |  |
|                           | … | …                                        |                        |  |  |       |  |  |                  |  |  |                         |  |
|                           | … | …                                        |                        |  |  |       |  |  |                  |  |  |                         |  |
|                           | … | …                                        |                        |  |  |       |  |  |                  |  |  |                         |  |
| Giovanni Comneno          | … |                                          |                        |  |  |       |  |  |                  |  |  |                         |  |
|                           |   | …                                        | …                      |  |  |       |  |  |                  |  |  |                         |  |
|                           |   | …                                        | …                      |  |  |       |  |  |                  |  |  |                         |  |
|                           |   | …                                        | …                      |  |  |       |  |  |                  |  |  |                         |  |
| Maria Comnena             |   | …                                        |                        |  |  |       |  |  |                  |  |  |                         |  |
|                           |   | …                                        | …                      |  |  |       |  |  |                  |  |  |                         |  |
|                           |   | …                                        | …                      |  |  |       |  |  |                  |  |  |                         |  |
|                           |   | …                                        | …                      |  |  |       |  |  |                  |  |  |                         |  |
| Maria Taronitissa         |   | …                                        |                        |  |  |       |  |  |                  |  |  |                         |  |
|                           |   | …                                        | …                      |  |  |       |  |  |                  |  |  |                         |  |
|                           |   | …                                        | …                      |  |  |       |  |  |                  |  |  |                         |  |
|                           |   | …                                        | …                      |  |  |       |  |  |                  |  |  |                         |  |
|                           |   | …                                        |                        |  |  |       |  |  |                  |  |  |                         |  |